# Die Tote aus der Themse
Die Tote aus der Themse ist ein Kriminalfilm aus dem Jahr 1971. Die Produktion aus der Reihe der deutschen Edgar-Wallace-Filme entstand unter der Regie von Harald Philipp. In den Hauptrollen sind Uschi Glas und Hansjörg Felmy zu sehen.

## Handlung
Im Hotel Portland, einem drittklassigen Hotel in London, wird die Balletttänzerin Myrna Fergusson vorgeblich von dem Drogendealer Jim Donovan erschossen. Myrna arbeitete für eine Rauschgiftorganisation, war aber gleichzeitig für Scotland Yard tätig. Als Inspektor Craig am Tatort eintrifft, ist die "Leiche" allerdings verschwunden.
Gleichzeitig reist Myrnas Schwester Danny aus Australien an, um sie zu besuchen. Danny erfährt erst in London, dass Myrna "erschossen" wurde. Als sie zudem erfährt, dass Myrna bei einer Rauschgiftorganisation tätig war, geht sie auf eigene Faust dem Rätsel nach. Unterstützt wird sie dabei von Scotland Yard. Der Fotograf David Armstrong bietet ihr diesbezüglich Fotos an, auf denen zu erkennen ist, dass sich Myrna nach dem "Mord" bewegt haben muss. Kurz darauf wird Armstrong in seiner Dunkelkammer von einem geheimnisvollen Schützen erschossen, die Negative werden verbrannt.
Nach einigem Druck identifiziert der Hotelportier Bensson auf einem Foto den vermeintlichen Mörder Myrnas als Donovan. Diese erste Spur führt Craig in die Fleischfabrik William Baxters, wo Donovan arbeiten soll. Craigs Assistent Sergeant Simpson verhaftet ihn, jedoch wird Donovan ebenfalls erschossen. Im Hotel werden Danny Armstrongs Fotos gestohlen. Sie findet heraus, dass Myrnas Freundin Maggy McConnor mit dem Hotelbesitzer Stout befreundet ist. McConnor ist, wie Myrna, Tänzerin beim Royal Ballet. McConnor erzählt Danny, dass nach einer Tournee durch Asien Rauschgift in den Kleidern der Tänzerinnen versteckt wurde. Verantwortlich dafür soll Myrna gewesen sein. Dannys weitere Untersuchungen führen zu dem Antiquitätenhändler Anthony Wyman, einem Bekannten von Myrna. Wyman zahlte die Kaution bei Myrnas Verurteilung und trifft sich häufiger mit Baxter und Stout. Kurze Zeit später wird Wyman ebenfalls erschossen.
Zurück im Hotel wird Danny, deren Telefon vom Hotelbesitzer abgehört wird, entführt. Alle Spuren führen zur Fleischfabrik von Baxter. Sir John, Chef von Scotland Yard und mit ihm persönlich bekannt, stattet Baxter einen Besuch ab. In der Zeit wird der Hotelbesitzer Stout ermordet. Craig kann Danny aus einem Gefrierraum befreien und Baxter wegen Entführung verhaften. Aber auch Baxter wird ermordet.
Inzwischen wird die Leiche von Myrna aus der Themse geborgen. Die Identität wird bei der Obduktion bestätigt. Doch kurze Zeit später bekommt Danny einen Anruf von der echten Myrna. Danny soll sich mit ihr am Piccadilly Circus treffen. In Anwesenheit von Danny wird Myrna dort erschossen.
Inspektor Craig findet nun den wahren Mörder: Es ist der Polizeiarzt Dr. Ellis. Gemeinsam mit seiner Freundin Susan, der Sekretärin von Sir John, hat er Myrna vor dem Rauschgiftring gerettet. Er ersetzte das beschlagnahmte Heroin der Organisation vor der Vernichtung durch Zucker und verkaufte es zusammen mit Myrna weiter. Der Fotograf musste sterben, weil seine Fotos bewiesen, dass Myrna noch lebte. Donovan musste ebenfalls sterben, ebenso die Köpfe der Rauschgiftorganisation, Baxter, Stout und Wyman. Doch als Danny den Anruf von Myrna erhalten hatte, musste auch Myrna sterben. Denn sie hätte Ellis verraten.
Nach der Lösung des Falles will Danny nach Australien zurückkehren. Sir John schickt Craig ebenfalls dorthin, um an einem uralten Fall zu arbeiten.

## Sonstiges
- Nach dem Misserfolg von „Das Gesicht im Dunkeln“ war Produzent Horst Wendlandt zunächst nicht an der Produktion weiterer Wallace-Filme interessiert. Im Sommer 1970 brachte der Constantin-Filmverleih den von Artur Brauner koproduzierten Giallo „Das Geheimnis der schwarzen Handschuhe“ als Bryan-Edgar-Wallace-Film in die deutschen Kinos und landete damit einen großen Erfolg. Daraufhin begann Rialto Film mit der Vorbereitung dieses Edgar-Wallace-Films.
- Bis zum Drehbeginn lautete der Titel des Drehbuches noch „Der Engel des Schreckens“. Auch ein 1969 geplantes Wallace-Projekt anderen Inhalts trug diesen Namen, das auf den Originalroman The Angel of Terror verwies.
- Horst Wendlandt erfand unter seinem Pseudonym H. O. Gregor (nach Horst Otto Gregor Wendlandt) die Handlung, die lediglich auf Motiven von Edgar Wallace basiert. Es bestehen jedoch auffällige Ähnlichkeiten bis hin zur Namensgebung zu einem frühen Treatment zu "Die blaue Hand", so dass man praktisch von dessen Verfilmung sprechen kann.
- Zunächst war Werner Jacobs als Regisseur vorgesehen, der jedoch durch Harald Philipp ersetzt wurde. Philipp sollte bereits bei den Edgar-Wallace-Filmen „Der unheimliche Mönch“ (1965) und „Der Gorilla von Soho“ (1968) Regie führen. Sie wurden schließlich von Harald Reinl bzw. Alfred Vohrer inszeniert.
- Wie in den 1970er Jahren zunehmend üblich, drehte man die Innenaufnahmen nicht im Studio, sondern in gemieteten Räumen. Als Kulisse für Scotland Yard diente das Büro der Rialto Film. Weitere Drehorte in West-Berlin waren unter anderem der Neue Zwölf-Apostel-Kirchhof, das Hotel Palace und der Spandauer Schlachthof. Im Februar 1971 fanden außerdem Außenaufnahmen in London statt, z. B. am Piccadilly Circus. Die Dreharbeiten dauerten vom 11. Januar bis zum 14. Februar 1971. Die Uraufführung fand am 30. März 1971 in Mainz statt.
- Hansjörg Felmy, der hier seine einzige Rolle in einem Edgar-Wallace-Film hatte, spielte vorher bereits in drei Bryan-Edgar-Wallace-Filmen die Hauptrolle.
- Werner Peters, der insgesamt in fünf Edgar-Wallace-Filmen mitspielte, verstarb am 30. März 1971, dem Tag der Uraufführung, während der Premierentournee zu diesem Film an einem Herzinfarkt.
- Regisseur Harald Philipp hat einen kleinen Auftritt als Chauffeur. Produktionsleiter Herbert Kerz spielt den Bodyguard von William Baxter. Er doubelte auch den nur von hinten sichtbaren Mörder.
- Karl Löb (14 Filme) stand zum letzten Mal bei einem Film der Serie hinter der Kamera. Siegfried Schürenberg nahm nach 16 Wallace-Filmen Abschied von der Reihe. In 12 Filmen verkörperte er den Scotland-Yard-Chef Sir John.
- Lydia Bauer wurde von Almut Eggert nachsynchronisiert.
- Der Film wurde von der FSK ohne Kürzungsauflagen ab 16 Jahren freigegeben. 1991 folgte die Freigabe ab 12 Jahren. Obwohl der Film keine zusätzlichen Szenen enthält, ist auf der 2004 erschienenen DVD wiederum eine Altersfreigabe ab 16 Jahren angegeben, was auf das Zubehör zurückzuführen ist, da sich ein Hinweis "Hauptfilm FSK 12" auf der Hülle befindet.

## Filmmusik
Peter Thomas komponierte zum 18. und letzten Mal den Soundtrack eines Edgar-Wallace-Films. Auf der 1992 veröffentlichten CD Peter Thomas – Film Musik der Firma Polydor wurden vier Titel der Musik aus dem Film veröffentlicht:
1. Die Tote aus der Themse (Titelmusik)
2. Who killed Myrna?
3. Dark Waters
4. Danny Alone[2]

Die Titelmusik erschien zudem auf weiteren CDs.

## Kritiken
„Edgar Wallace war selbst nicht immer einer der logischen Krimi-Autoren – aber die filmische Version seines Buches, für die Harald Philipp verantwortlich zu machen ist, übertrifft ihn an Unlogik bei weitem.“

„Der dreißigste deutsche Edgar-Wallace-Film [der Rialto Film] bietet so ziemlich alles, was von dem Genre erwartet werden kann.“

„Interessanter Wallace[-Film] in uninspirierter Inszenierung.“

„Trotz geringen Aufwands und platter Effekte war auch diese Wallace-Adaption im Kino und im Fernsehen erfolgreich.“

„Zwar bunt, aber es passiert zuwenig.“

„Ein extrem langweiliger Krimi nach Edgar Wallace, voller Unwahrscheinlichkeiten und mit willkürlicher Auflösung, schauspielerisch und inszenatorisch öde und farblos.“

Joachim Kramp kritisierte in seinem Buch Hallo – Hier spricht Edgar Wallace! die „beharrlich langatmige Atmosphäre“, die „Tempo und Stimmigkeit“ vermissen lasse, insbesondere bei der problemlosen Verhaftung des Mörders am Ende des Films. Wegen dieser „glücklosen Regie“ verlaufe der ansonsten ganz passable Krimi ohne nennenswerte Höhepunkte.